# Adolph Schlicht
Adolph Schlicht (* 3. Juli 1840 in Rummelsburg; † 9. August 1910 ebenda) war ein  Kommunalpolitiker (Amts- und Gemeindevorsteher von Boxhagen-Rummelsburg bei Berlin).

## Leben
Adolph Schlicht hatte den Beruf eines Kaufmanns gelernt und übte diesen in seinem Geburtsort auch aus. Er war verheiratet mit Albertine Schlicht (* 3. März 1842, † 15. August 1914).

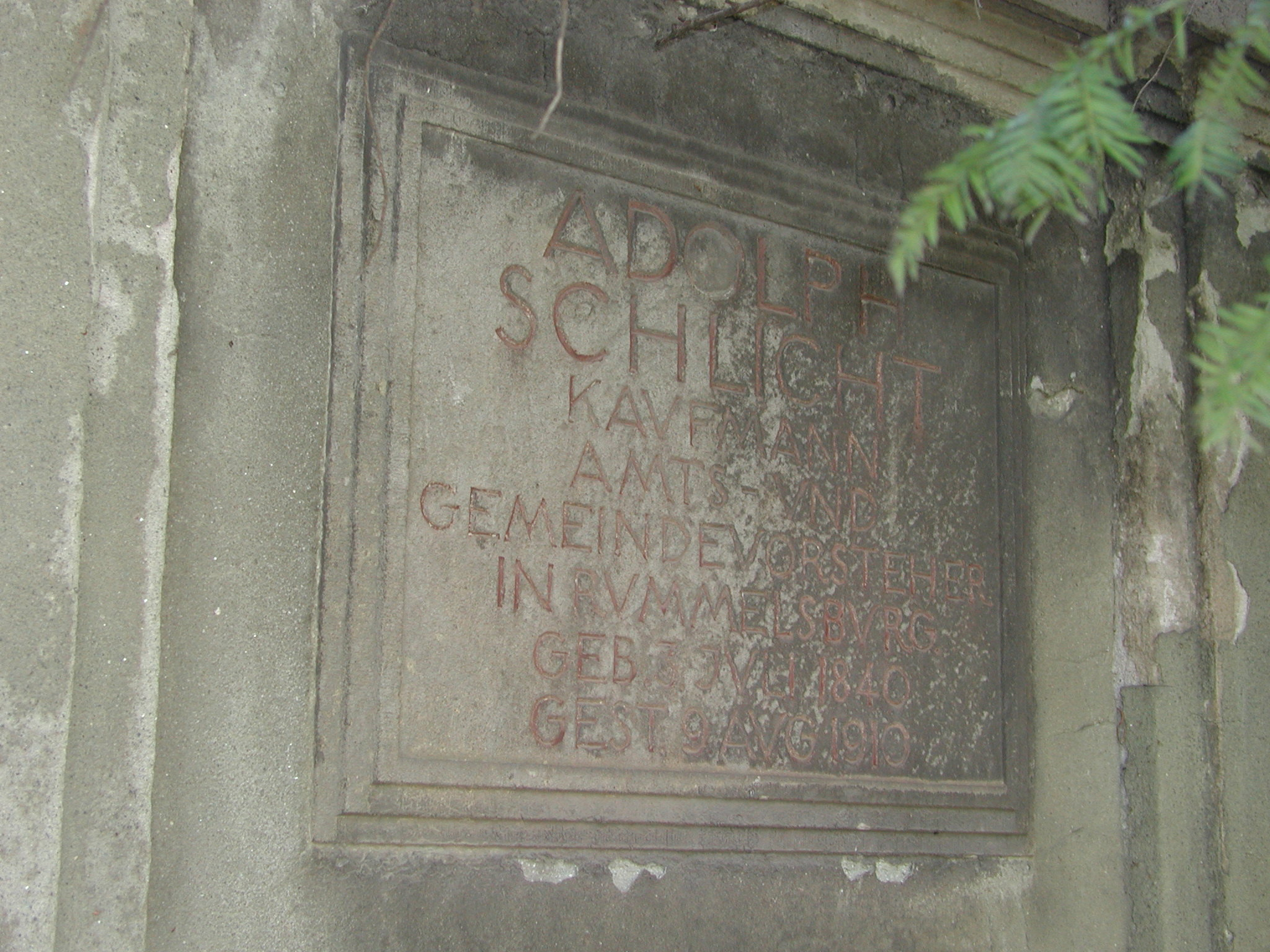
Die Grabplatte für Adolph Schlicht

### Gemeindevorsteher 1889 bis 1901
1889 wurde für die ehrenamtliche Tätigkeit eines Gemeindevorstehers eine geeignete Person gesucht, Adolph Schlicht übernahm dieses Amt. Grund für dieses neue Amt war, dass der Gutsbezirk Boxhagen-Rummelsburg aus dem Verbund der damaligen deutschen Hauptstadt entlassen wurde, weil der Stadtkasse enorme finanzielle Belastungen entstanden, die durch das schnelle Wachstum der Arbeiter-Vorstadt hervorgerufen wurden: für rund 10.000 Einwohner waren Wohnungen, Verkehrsverbindungen und dergleichen zu schaffen. Die nun selbstständige Gemeinde führte Schlicht zunächst von seiner Wohnung aus; 1891 richtete er sich ein kleines Büro in der Gemeindeschule ein. Folgende Aufgaben standen vor der Gemeindeverwaltung:
- ein Rathaus in Auftrag geben,
- ein größeres Schulgebäude errichten,
- die Verlegung von Trinkwasserleitungen, der Anschluss der Gasversorgung und der gerade aufkommenden Elektrizität für die Wohnhäuser waren zu veranlassen,
- die Bereitstellung eines Schulfrühstücks für arme Kinder organisieren,
- amtliche Säuglingsfürsorge ebenso wie ein System von Schulärzten, die regelmäßige Untersuchungen der Schulkinder vornahmen, waren einzuführen.

Das alles geschah durch den enormen Druck der äußeren Verhältnisse und der Entwicklung in anderen Berliner Umlandbereichen, nicht aus Wohltätigkeitsüberlegungen. Der Architekt und Zimmermeister Rudolf Goltsch führte den Bau des Rummelsburger Rathauses aus, das an der heutigen Stadthausstraße/Türrschmidtstraße in der Victoriastadt am 22. März 1901 durch Adolph Schlicht feierlich eingeweiht wurde. Nach einer zeitgenössischen Beschreibung hatte es einen hohen, mit Ornamenten reichgeschmückten Frontgiebel. Außer Büros für die verschiedenen Verwaltungseinheiten gab es Platz für Wohnungen, Läden und ein Amtslokal. Die Schulden der Gemeinde stiegen jedoch durch dieses gewaltige Maßnahmenpaket, sodass Schlicht sich nach der Einweihung des Rathauses nicht noch einmal zur Wiederwahl stellte.

### Rummelsburg ohne Schlicht
Der Schulbau (heute das Immanuel-Kant-Gymnasium) wurde durch den Gemeindebaumeister Ringel 1906/1907 an der heutigen Lückstraße errichtet. Die Amtsgeschäfte führte danach der in der Stadt Zerbst erfahrene Oberbürgermeister Ernst Hahn weiter, doch aus der Schuldenfalle kamen die Rummelsburger allein nicht mehr heraus. Es wurde um einen Anschluss an Berlin ersucht. Als die damals wohlhabende Stadt jedoch ablehnte, verhandelt man um einen Anschluss an die Stadt Lichtenberg. 1912 war es dann so weit, unter Oskar Ziethen wurde Boxhagen-Rummelsburg dorthin eingemeindet. Damit verlor das vormalige Rathaus seine Funktion, diente aber als Stadthaus weiterhin der Bezirksverwaltung Lichtenberg. Es besitzt etwa 125 Räume. Im Zweiten Weltkrieg wurde es teilweise zerstört, im verbliebenen Gebäudeteil befindet sich heute das Museum Lichtenberg im Stadthaus.

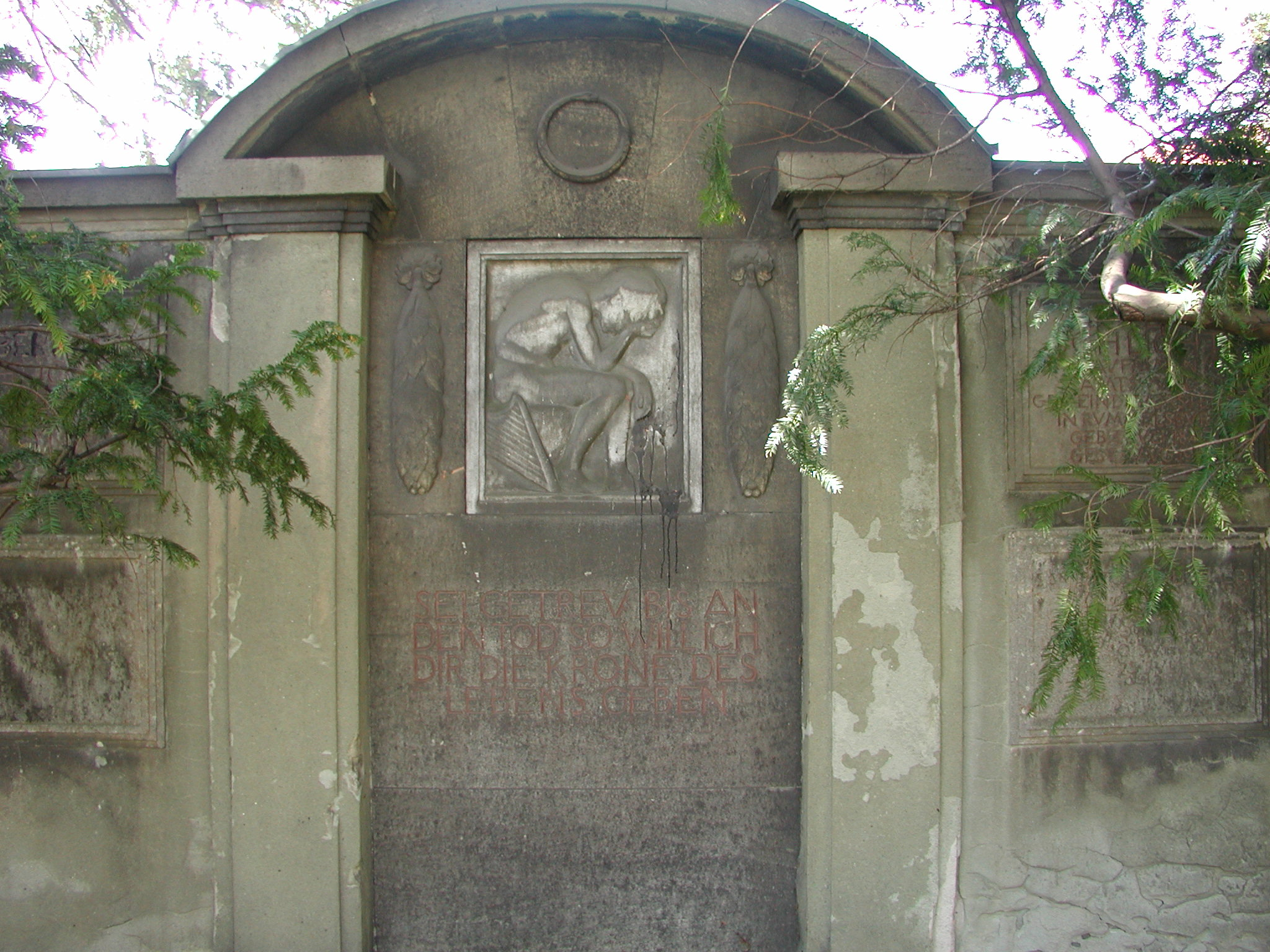
Das Grab der Familie Schlicht auf dem ehemaligen Rummelsburger Friedhof

## Ehrung
Seit 1901 trägt der ehemalige Kietzer Weg den Namen Schlichtallee, wodurch das Wirken von Schlicht für Rummelsburg bereits zu seinen Lebzeiten anerkannt wurde.
Auf dem inzwischen aufgelassenen Friedhof an der Rummelsburger Straße wurde die Familie in einer einfach gestalteten Grabanlage beigesetzt, die noch heute – allerdings hinter wildem Gebüsch – und hinter einer Kriegsgräberstätte zu sehen ist. Das Grab von Schlicht steht unter Denkmalschutz.